# Sargus decorus
Sargus decorus är en tvåvingeart som beskrevs av Thomas Say 1824. Sargus decorus ingår i släktet Sargus och familjen vapenflugor. Inga underarter finns listade i Catalogue of Life.